# Lepiota brunneoincarnata
Lepiota brunneoincarnata è un fungo lamellato del genere Lepiota, nell'ordine degli Agaricales. Molto diffusa in Europa e nelle regioni a clima temperato dell'Asia (compreso l'Estremo Oriente), cresce in zone erbose come campi, parchi e giardini ed è spesso confusa con specie fungine commestibili. Il fungo ha un cappello largo circa 4 cm con un umbone marrone tendente al rosaceo e lamelle bianche. Altamente tossica, L. brunneoincarnata è stata associata a numerosi casi di avvelenamento da funghi, essendo facilmente scambiata per specie edibili come Tricholoma terreum e Marasmius oreades.
La specie fu descritta per la prima volta dal botanico svizzero Robert Hippolyte Chodat e da Charles-Édouard Martín nel 1889, avendola vista crescere sul ciglio della strada nei pressi di Ginevra. L'analisi del DNA del fungo permise di rilevare una stretta parentela evolutiva con altri funghi contenenti amatossine, come Lepiota subincarnata.

## Descrizione
Il cappello ha un diametro di 2-3 centimetri, inizialmente di forma semicircolare; poi aumenta in convessità, fino a presentare un chiaro umbone centrale con la crescita del fungo. È di colore rossastro-marrone negli esemplari giovani, ma appassisce nei funghi più vecchi fino a diventare bianco-rosaceo con scaglie più scure disposte concentricamente (in genere è presente una grossa scaglia al centro del cappello). Le lamelle, spesse e ben separate tra loro, sono bianche, libere (dunque non attaccate al gambo) e di forma generalmente regolare, solo occasionalmente si ramificano. La sporata è bianca. Il gambo, trasversalmente cilindrico, è alto 2-3,5 cm e largo poco meno di 1 cm, debolmente rosaceo nella parte superiore e più bruno e scaglioso nella parte inferiore; queste due parti sono in continuità strutturale ma separate da una banda di colore marrone chiaro.
La carne, di consistenza pastosa, arrossisce al taglio e alla cottura; il suo odore ricorda quello di un frutto acerbo; il sapore è delicato. Le spore, di forma ovalare, sono lunghe 6-7,5 e larghe 3,5-5 micron e sono destrinoidi, avendo la proprietà di diventare rosso-brunastre a contatto con il reagente di Melzer.

## Distribuzione e habitat
L. brunneoincarnata è diffusa nelle aree a clima mite temperato del continente europeo (soprattutto in Europa meridionale), ma è stata rinvenuta anche in Gran Bretagna e in Germania. In Asia, il fungo è stato individuato in Turchia, Israele, Pakistan, Iran e Cina orientale.

## Tossicità
Il fungo contiene quantità potenzialmente letali di alpha-amanitina ed è stato responsabile di diversi avvelenamenti dall'esito infausto; noti, in particolare, un decesso in Spagna nel 2002, un'intera famiglia avvelenatasi in Tunisia nel 2010 (con quattro morti) e un avvelenamento accidentale di massa in Iran nel 2018, con svariati decessi. Una persona residente nel distretto di Kaynarca, in Turchia, è invece sopravvissuta nel 2013 dopo l'ingestione di cinque esemplari di L. brunneoincarnata scambiati per il fungo commestibile Agaricus bisporus.
I sintomi dell'intossicazione, che ricalcano quelli della tradizionale sindrome falloidea, sono a carico dell'apparato digerente; dopo una latenza di circa 10 ore dall'ingestione, compaiono nausea, vomito e astenia; dopo pochi giorni, le amatossine contenute nel fungo provocano un danno epatico acuto. 100 grammi di Lepiota brunneoincarnata, se ingeriti, possono causare un danno epatico molto grave.
Il fungo è stato spesso confuso, in particolare, con il Gambesecche (Marasmius oreades), presente anch'esso in aree erbose, anche se il cappello color marrone pallido di M. oreades si differenzia per l'assenza delle scaglie pigmentate. Molti casi di avvelenamento derivano dalla confusione di L. brunneoincarnata cresciuta nel giardino di casa con funghi commestibili, come Tricholoma terreum.
L'amanitina, principale tossina contenuta in Lepiota brunneoincarnata, può essere rilevata nell'urina a partire da 36-48 ore dopo l'ingestione del fungo. I sintomi gastrointestinali acuti d'esordio possono portare ad un inappropriato trattamento medico nel caso in cui non li si ricolleghi al consumo del fungo velenoso; tale ritardo diagnostico porta anche ad un pericoloso ritardo della messa in atto di misure di salvaguardia del fegato dall'azione distruttiva ad opera delle tossine fungine.
La somministrazione di silibinina per via endovenosa, riducendo l'endocitosi dell'amanitina a livello degli epatociti, può mitigare la compromissione epatica o fare in modo che questa non si aggravi ulteriormente. L'impiego di benzilpenicillina e di n-acetilcisteina, così come la reidratazione, sono misure utili nella gestione dell'avvelenamento da L. brunneoincarnata, anche se non specificamente volte a contrastare l'azione delle amatossine. Se l'approccio terapeutico si rivela nel complesso inefficace, può rendersi necessario il trapianto di fegato.